# Zoltán Varga
Zoltán Varga (Vál, 1º gennaio 1945 – Budapest, 9 aprile 2010) è stato un allenatore di calcio e calciatore ungherese, di ruolo centrocampista.

## Carriera
Con la Nazionale ungherese ottenne una medaglia d'oro ai Giochi olimpici del 1964. Quattro anni dopo lasciò il ritiro della sua Nazionale prima di disputare i Giochi del 1968 per cominciare una carriera da professionista all'estero che lo portò a giocare in Belgio, Germania, Scozia e Paesi Bassi.

## Palmarès

### Giocatore

#### Club

##### Competizioni nazionali
- Campionato ungherese:

Ferencvaros: 1962-1963, 1964, 1967, 1968
- Campionato belga: 1

Standard Liegi: 1968-1969

##### Competizioni internazionali
- Coppa delle Fiere: 1

Ferencvaros: 1964-1965
- Coppa Piano Karl Rappan: 1

Hertha Berlino: 1971
- Supercoppa UEFA: 1

Ajax: 1973

#### Nazionale
- Oro olimpico: 2

Tokyo 1964, Città del Messico 1968